# Gonepteryx cleopatra
Gonepteryx cleopatra (Linnaeus, 1767) è un lepidottero appartenente alla famiglia Pieridae.

## Descrizione
Gonepteryx cleopatra è una farfalla di medie dimensioni con un'apertura alare di circa 50-60 millimetri, con apice delle ali anteriori falciforme. Si tratta di una specie con evidente dimorfismo sessuale. La femmina ha le ali con una sfumatura verdastra, caratteristica presente anche nella pagine inferiore delle ali del maschio. Tuttavia nel maschio le ali sul lato dorsale sono di un giallo acceso, con una larga macchia arancione su quelle anteriori. Sono inoltre presenti dei piccoli punti tondeggianti al centro delle ali, rossi sul recto e bruni sul verso delle ali stesse.

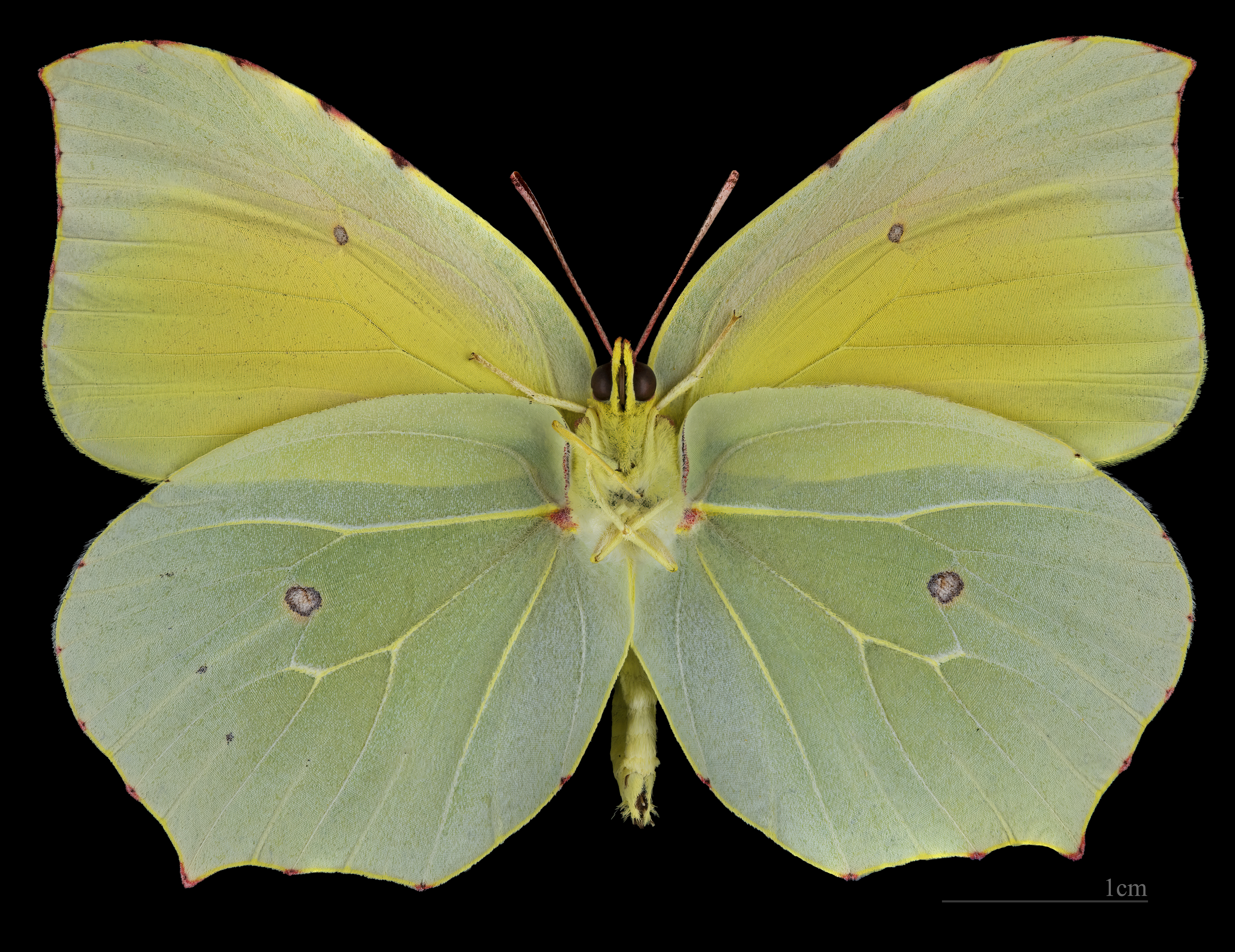
Gonepteryx cleopatra ♂
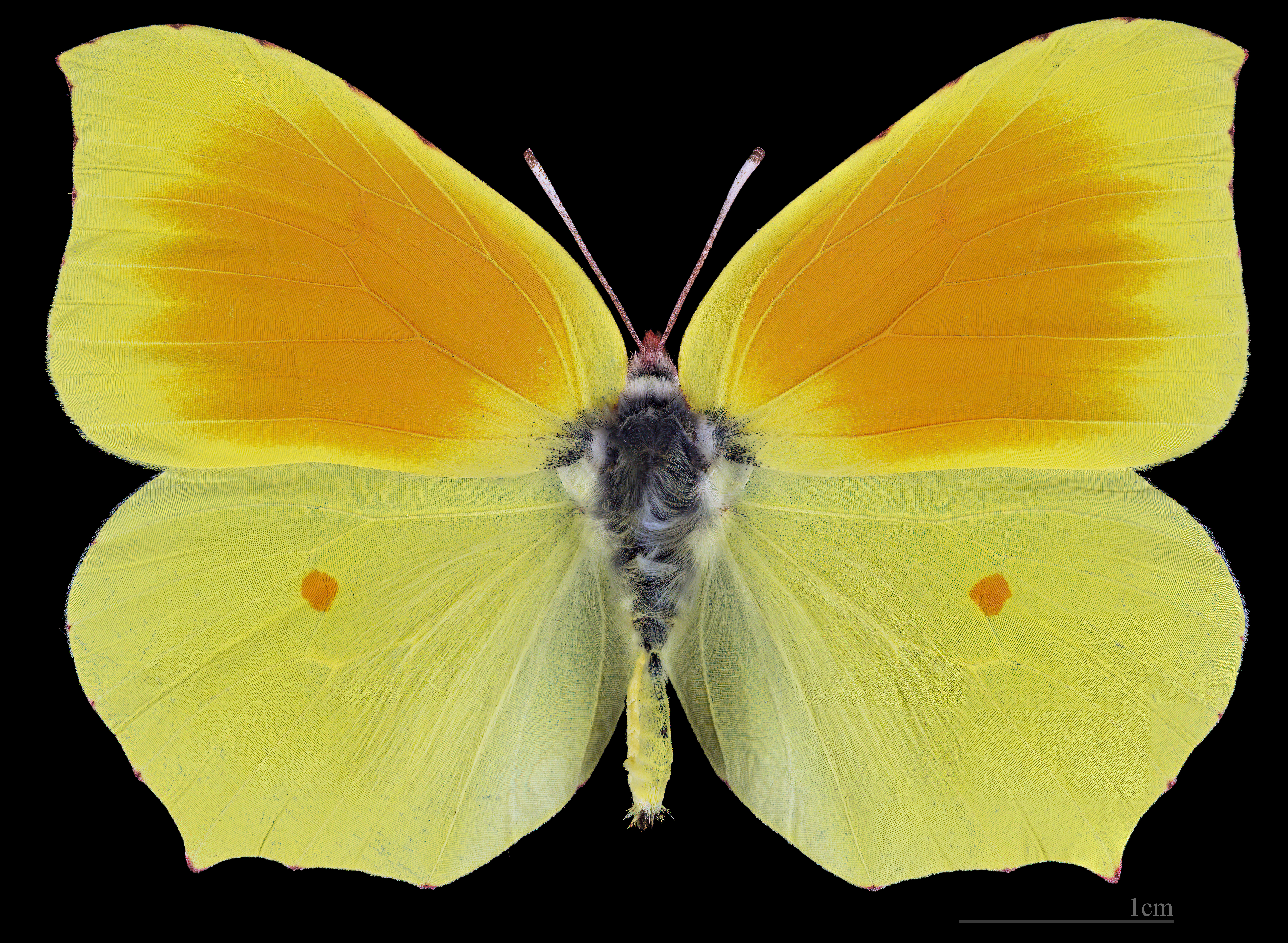
Gonepteryx cleopatra ♂  △

## Biologia

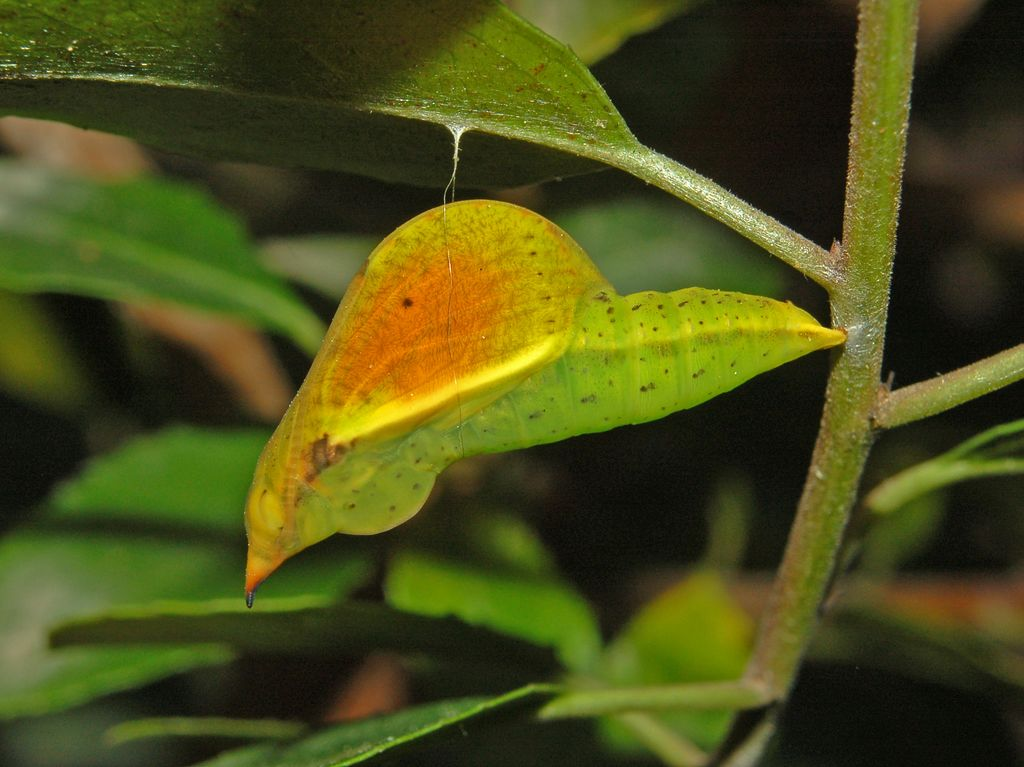
Crisalide prossima alla schiusa

Il periodo di volo generalmente va da Maggio a Luglio, ma nella parte meridionale della sua area di distribuzione questa farfalla ha due generazioni e può quindi esser vista volare quasi tutto l'anno. Gli adulti svernano su alberi ed arbusti sempreverdi.

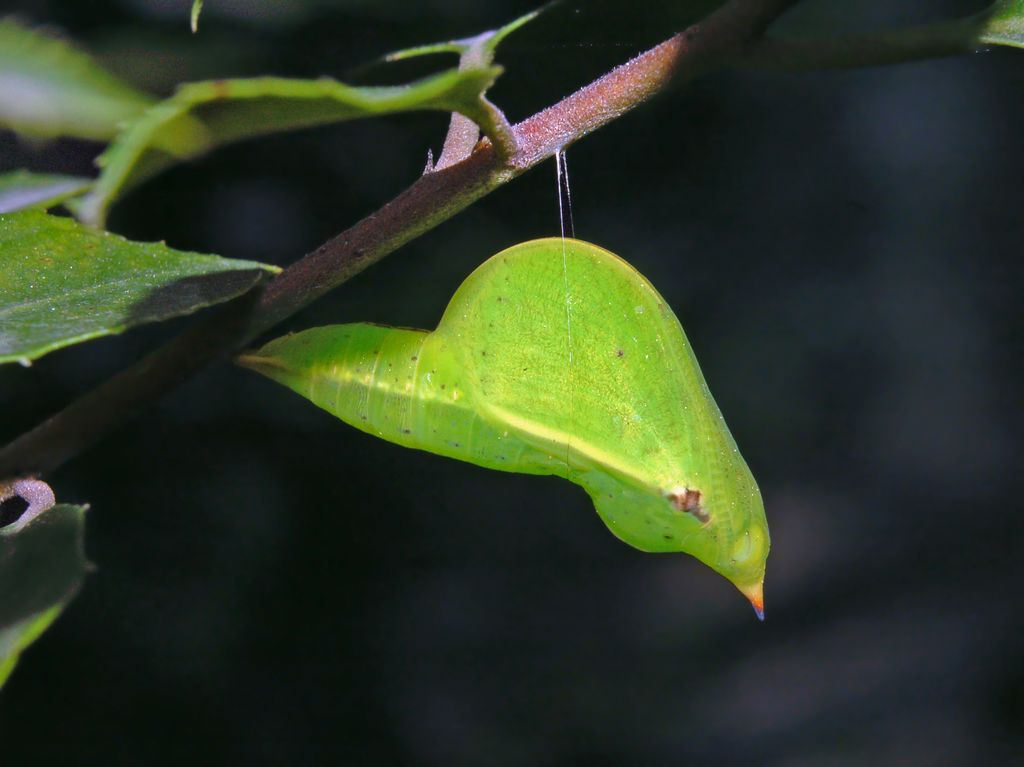
Crisalide

Le uova sono giallo-verdi e schiudono all'inizio della primavera, dando alla luce dei piccoli bruchi verdi, che si nutrono delle foglie dell'alaterno (Rhamnus alaternus).
Quando i bruchi sono pronti a passare alla fase di pupa, si legano mediante un filo di seta alla parte inferiore di una foglia della pianta ospite. La crisalide è inizialmente verde ma diviene a poco a poco gialla e rossa, rivelando i colori delle ali dell'adulto quando è in prossimità dello sfarfallamento. A Giugno dalle crisalidi emergono gli adulti, mentre la vecchia generazione vola ancora.
In alcune regioni dal clima secco ha luogo una migrazione verticale dalle località di schiusa a bassa quota ad una maggiore altitudine in montagna, dove gli adulti rimangono nei mesi estivi per ridiscendere in autunno.

## Distribuzione e habitat
Gonepteryx cleopatra è diffusa in tutti i paesi sulle coste del Mediterraneo (Europa meridionale, Nord Africa ed Anatolia). Si può incontrare in spazi aperti, nella macchia mediterranea, in boschi radi ed in pinete di montagna, fino a circa 1800 metri s.l.m., ma in Nord Africa arriva fino a 3000 metri.

## Galleria d'immagini

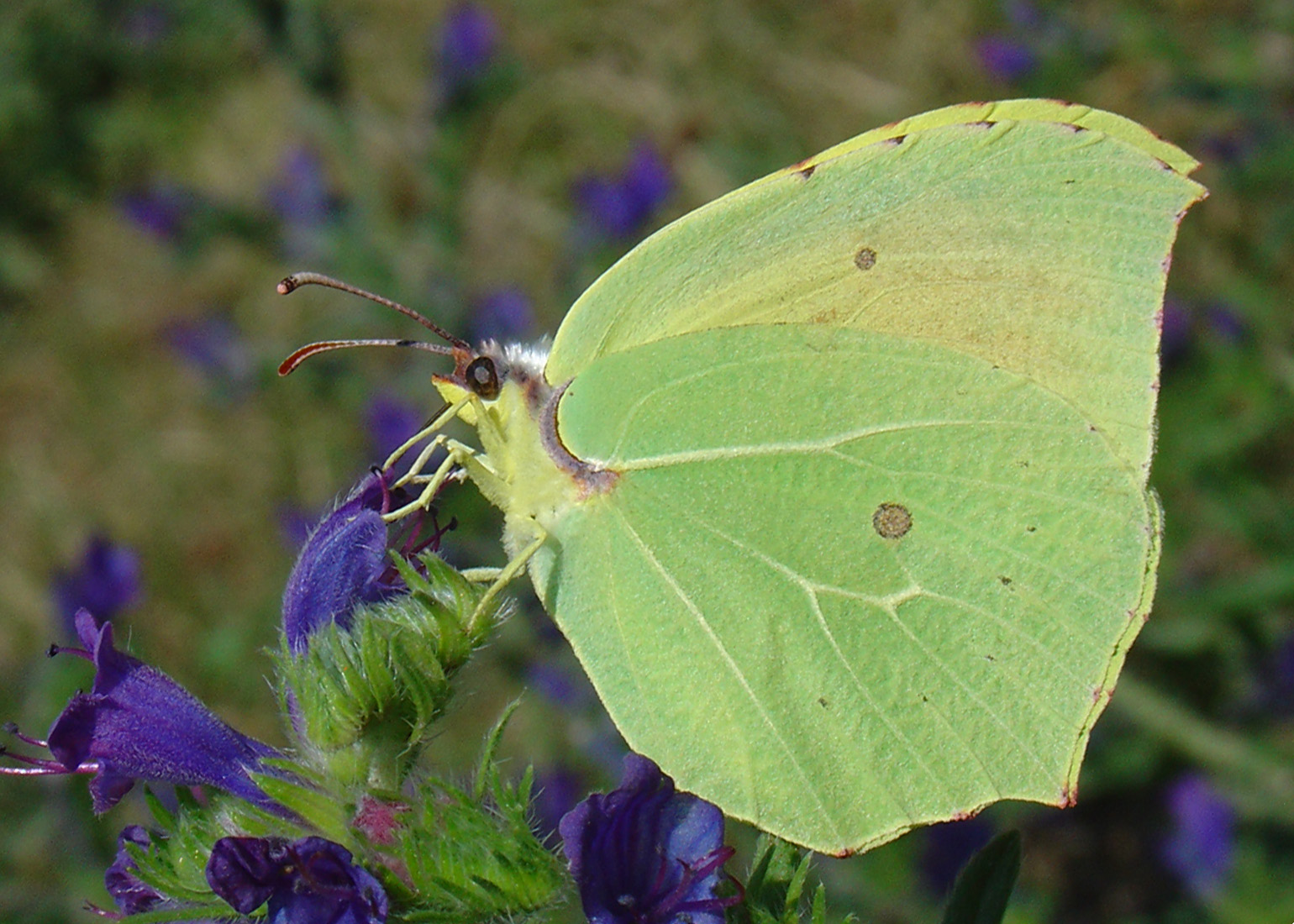
Gonepteryx cleopatra, maschio
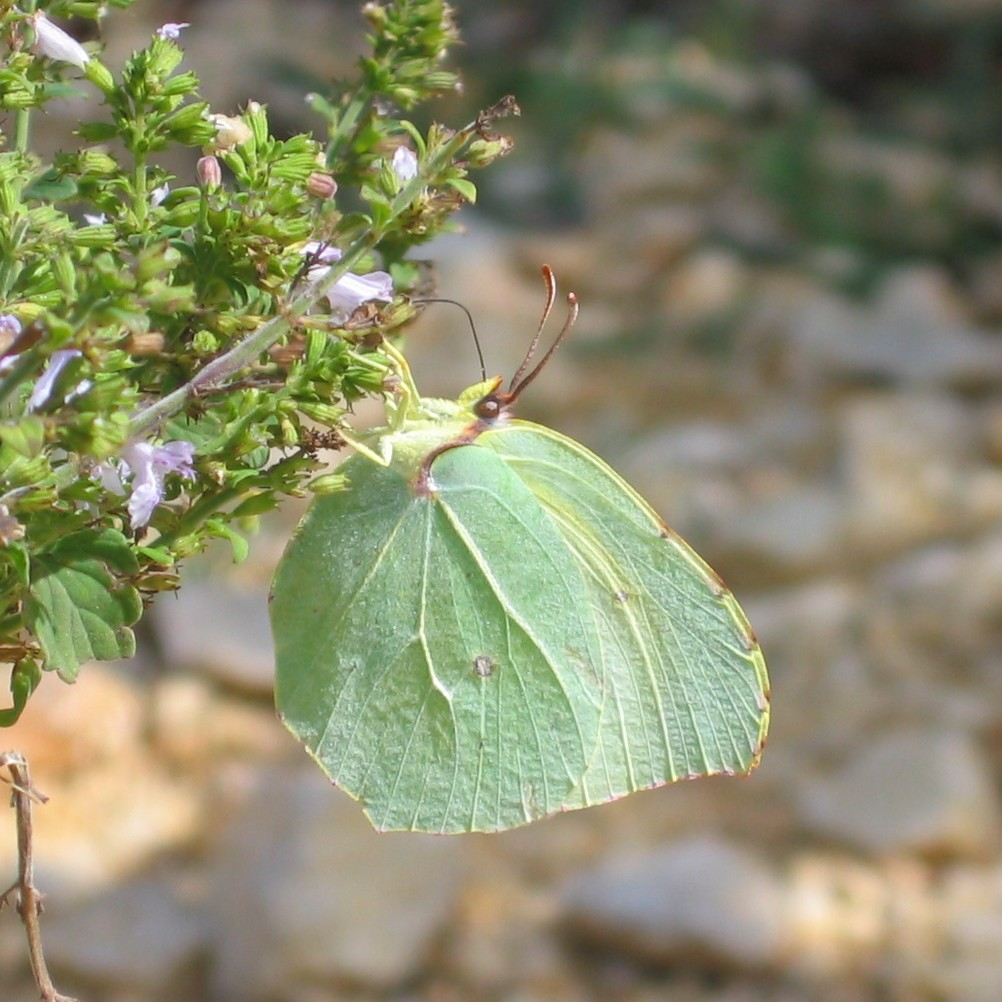
Gonepteryx cleopatra, femmina
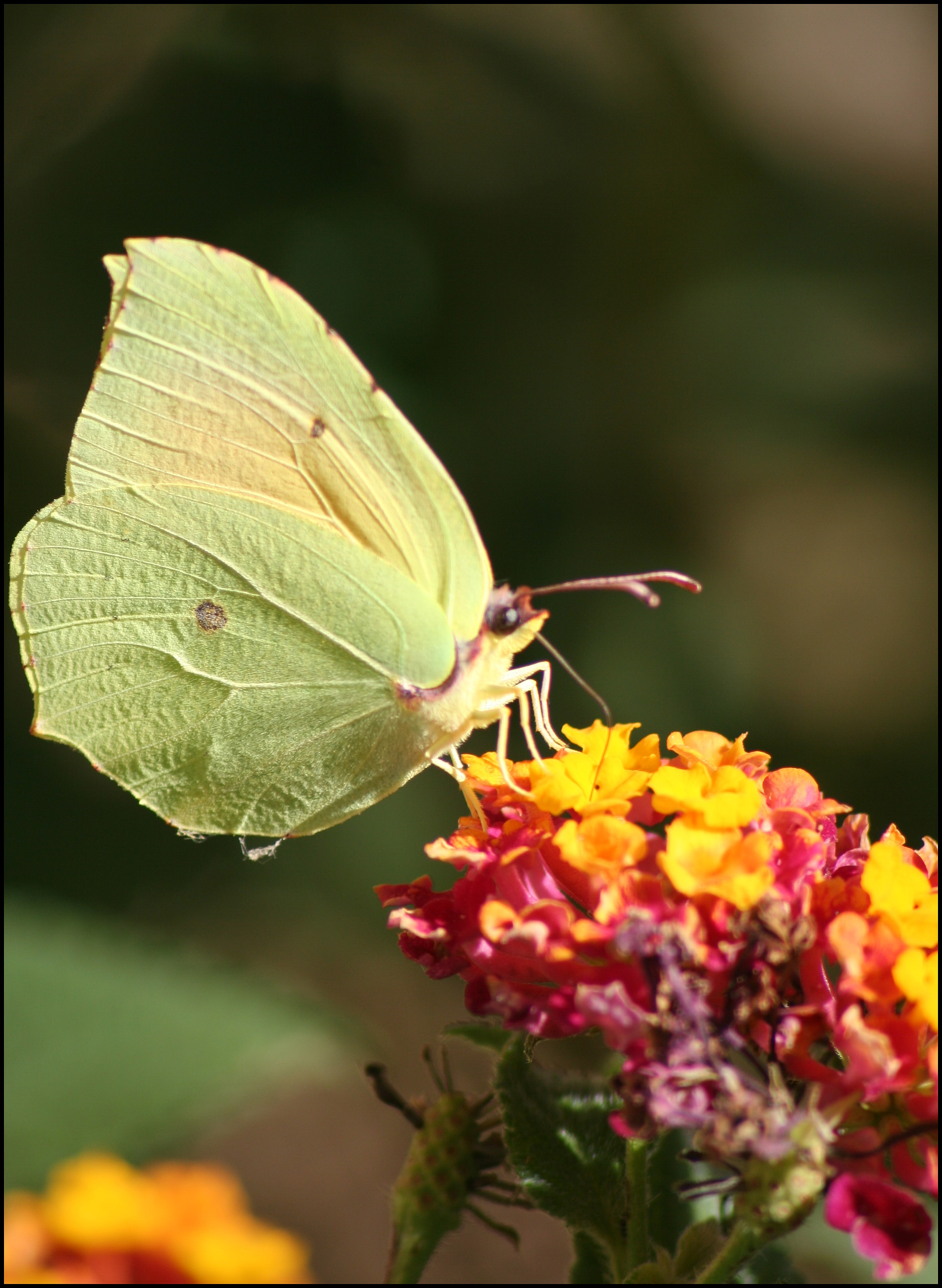
Gonepteryx cleopatra, maschio
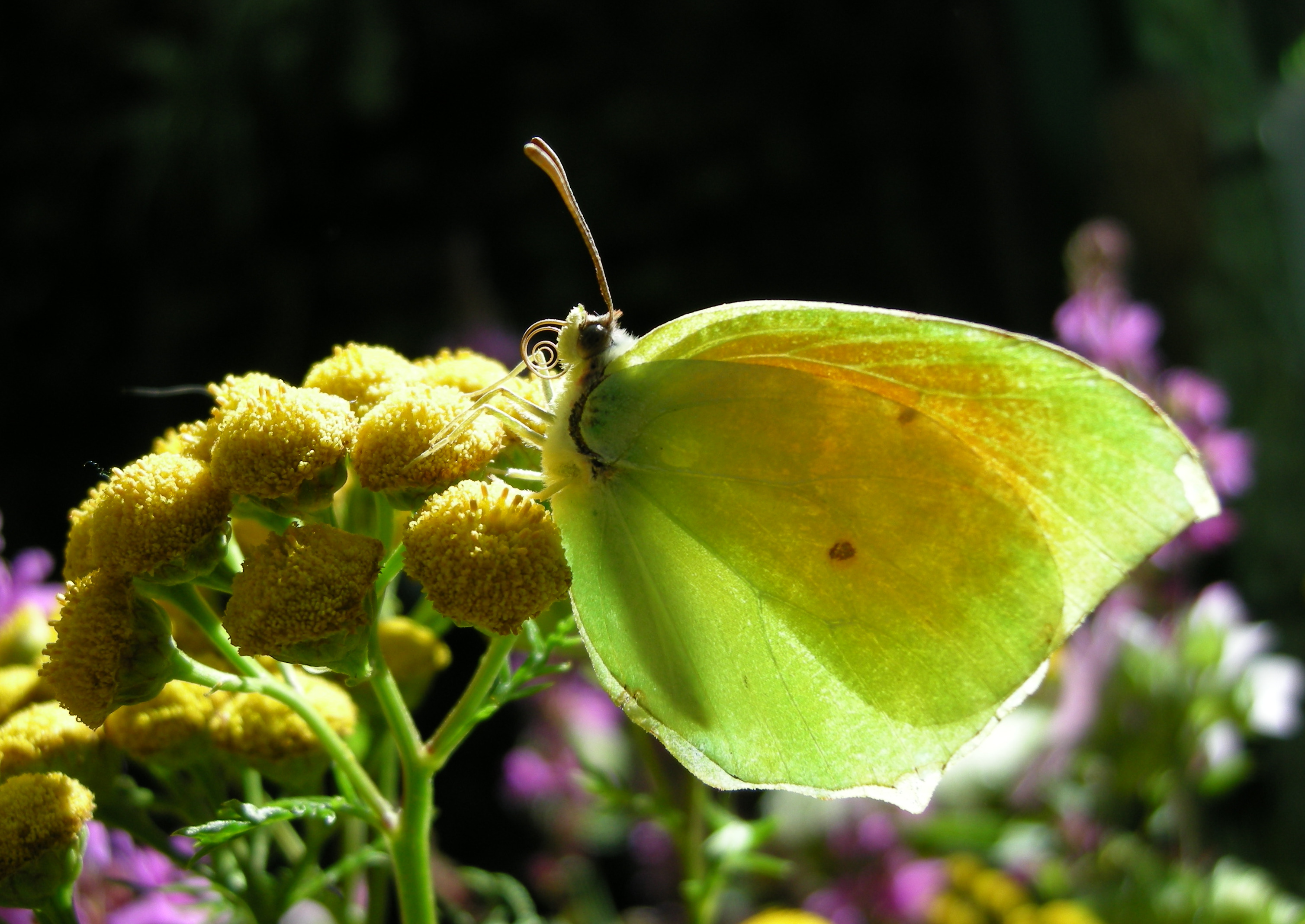
Gonepteryx cleopatra

## Tassonomia
Questa specie viene suddivisa nelle seguenti dieci sottospecie:
- Gonepteryx cleopatra cleopatra (Linnaeus, 1767) – Nord Africa, Spagna, Sicilia
- Gonepteryx cleopatra balearica Bubacek, 1920 – Isole Baleari
- Gonepteryx cleopatra petronella De Freina, 1977 – Ibiza
- Gonepteryx cleopatra italica (Gerhardt, 1882) – Italia, Francia, Corsica, Sardegna
- Gonepteryx cleopatra dalmatica Verity, 1908 – Dalmazia, Balcani
- Gonepteryx cleopatra citrina Sheljuzhko, 1925 – Grecia meridionale
- Gonepteryx cleopatra insularis Verity, 1909 – Creta
- Gonepteryx cleopatra fiorii  Emilio Turati & Attilio Fiori, 1930 – Rodi
- Gonepteryx cleopatra taurica (Staudinger, 1881) – Anatolia, Siria, Giordania, Israele, Cipro
- Gonepteryx cleopatra palmata Turati, 1921 – Cirenaica, Libia